# Gabriele Senft

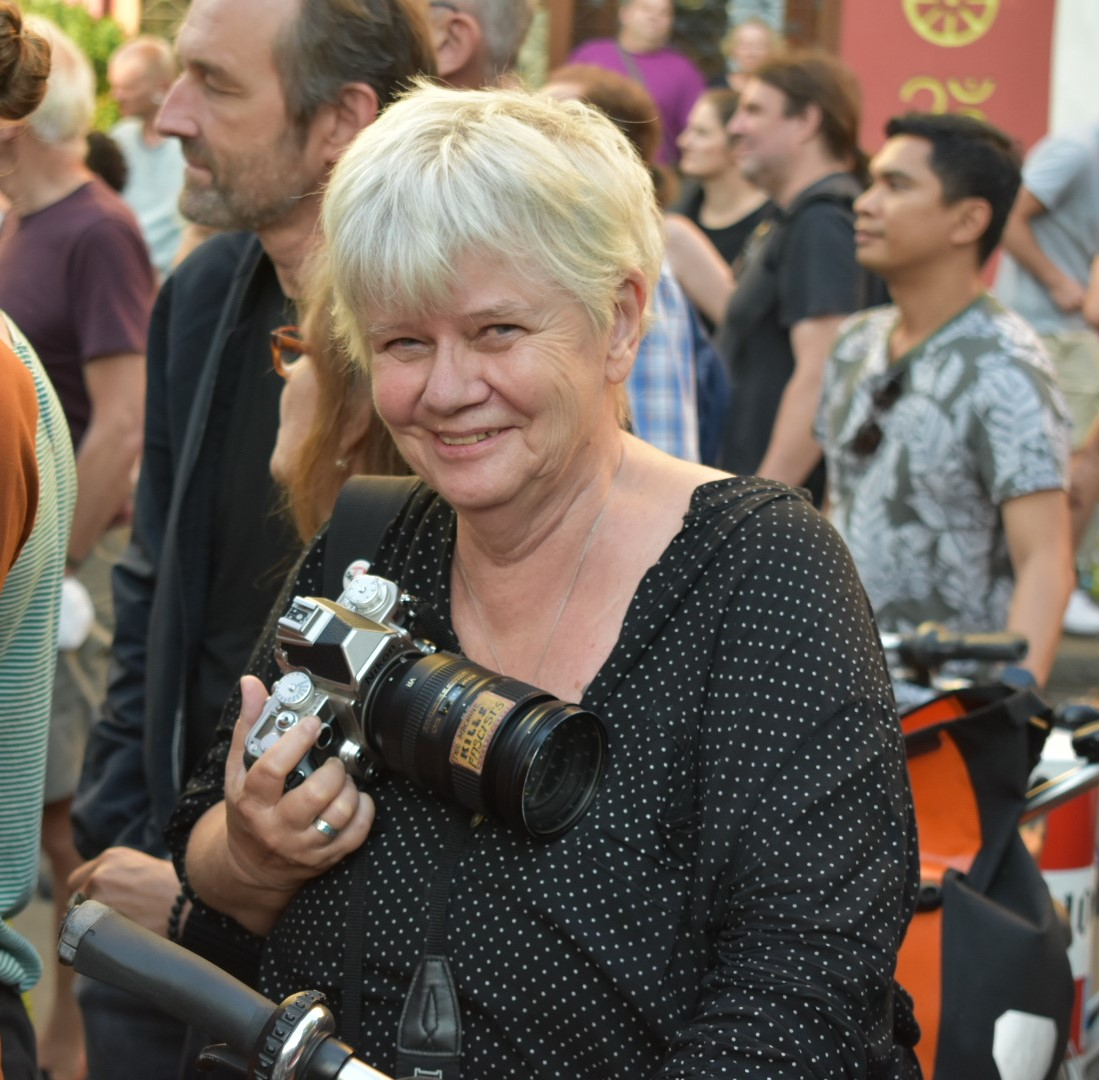
Gabriele Senft (2022)

Gabriele Senft, geb. Kühnast (* 24. Juli 1949 in Belzig, Brandenburg) ist eine deutsche Fotografin und Fotojournalistin.

## Leben
Gabriele Senft wuchs mit zwei Geschwistern in Luckau in der Niederlausitz auf. Ihre Eltern hatten in der Nachkriegszeit in Belzig als Neulehrer begonnen und begleiteten ab 1952 Luckauer Schüler bis zum Abitur. Der Vater weckte ihr Interesse an Fotografie und für die Geschichte der Arbeiter- und Friedensbewegung. Sie besuchte die Erweiterte Oberschule „Karl-Liebknecht“ in Luckau, wo sie 1969 ihr Abitur erwarb. Anschließend absolvierte sie bis 1971 ein Volontariat bei der Bildagentur ADN-Zentralbild. Dort begegnete sie Walter Heilig und hatte Horst Sturm als Mentor. Danach studierte sie bis 1975 Journalistik an der Karl-Marx-Universität Leipzig.
Nach Abschluss ihres Studiums arbeitete sie als Fotojournalistin bei ADN-Zentralbild und berichtete über kulturelle Ereignisse. Ab 1990 war sie als Fotoreporterin bei der Tageszeitung Junge Welt angestellt. Seit 1993 ist sie freischaffend tätig, u. a. für  Zeitungen, die Gewerkschaften ver.di und IG Metall sowie diesen nahestehende Verlage und Projekte.
Zu ihren Lehrern und Anregern zählten die Fotografen Sibylle Bergemann, Walter Heilig, Eva Kemlein und Horst Sturm.
Zur Zeit des Kosovokriegs im April 1999 war sie unterwegs mit dem Friedenskonvoi der »Mütter gegen den Krieg« nach Belgrad. Sie initiierte für die getöteten Zivilisten in Serbien und ihre Angehörigen eine Solidaritätsbewegung. Sie war mehr als ein Jahrzehnt im Arbeitskreis Solidarität des Vereins Gesellschaft zum Schutz von Bürgerrecht und Menschenwürde leitend tätig.
Sie ist Mitinitiatorin der Gruppe von Fotografen »photographers in solidarity«, die seit 2012 solidarisch die Flüchtlingsbewegung begleitet. Sie ist Mutter zweier Söhne und lebt in Berlin.

## Ausstellungen und Ehrungen

### DDR
- Ausstellungsbeteiligungen an Interpress und worldpress, dabei Silbermedaille 1989 für ein Porträt des schwarzamerikanischen Musikers Luther Allison
- mehrfach ausgezeichnet beim VDJ-Fotowettbewerb „100 Pressefotos des Jahres“
- eigene Fotoausstellungen anlässlich des Festivals des politischen Liedes und zum Thema Musik.

### Bundesrepublik Deutschland
- Rückblick auf ostdeutsche Befindlichkeiten zehn Jahre nach Vereinigung beider deutscher Staaten
  - Frauen, u. a. nach dem Weltfrauenmarsch 2000 in Brüssel und in folgenden Jahren aktualisiert Frauenbilder. Portraits
  - Auseinandersetzung mit dem Kosovokrieg. Zu diesem Thema erarbeitete sie Fotoausstellungen von mehreren Reisen nach Jugoslawien. Schwerpunkt war seit 2001 der Luftangriff der NATO an der Brücke von Varvarin, hierzu gibt es auch eine Buchdokumentation: Die Brücke von Varvarin, Scheunenverlag Kückenshagen, und Ausstellungen dazu in über 50 deutschen Städten, in Prag und in Wien. 2019 wurde Gabriele Senft Ehrenbürgerin von Varvarin.
  - Gesichter des Irak, das Ergebnis einer Reise nach Bagdad und Basrah im Januar 2003 dazu in mehreren Städten
  - Begegnungen in Cuba 2006 und 2008 nach Reisen mit der Frauengruppe ecomujer
  - Nicaragua heute nach einer Reise mit der Initiative zur Rettung des Berliner Giebelwandgemäldes Nicaraguanisches Dorf – Monimbó 1978 von Manuel García Moia auf dessen Spuren
  - Jahrgang 49 von und mit Gabriele Senft. Fotografien aus vier Jahrzehnten 1989–2009. Sie ging mit dieser Ausstellung in ihr Geburtshaus nach Belzig, in dessen Räumen das Kultur- und Jugendzentrum POGO untergebracht ist.[1]
  - Berlin gegen Krieg. Ausstellung ArbeiterFotografen Berlin
  - 2013: Gesicht zeigen. Porträts aus vier Jahrzehnten des Schaffens als Fotojournalistin
  - 2014: wo auch immer wir wohnen – Begegnungen in Europa.
  - 2015, zum 70. Jahrestag der Befreiung vom Faschismus: Leuchtend prangten ringsum Apfelblüten 
  - 2015: Dialog. Schriftsteller der DDR, Schriftstellerporträts und Begegnungen
  - 2019: Neue Nachbarn – neue Freunde an unserem Tisch, Schutzsuchende in Deutschland
  - 2023: Frauenblicke, zusammen mit Inna Sarikova[2]

## Veröffentlichungen
- Die Brücke von Varvarin: Dokumentation eines NATO-Kriegsverbrechens in Jugoslawien. Scheunen-Verlag, Kückenshagen 2002, ISBN 3-934301-56-8.
- Gesicht zeigen. Porträts aus vier Jahrzehnten. Verlag Wiljo Heinen, Berlin/Böklund 2013, ISBN 978-3-95514-900-0.
- TARGET. Die Brücke von Varvarin. Verlag Wiljo Heinen, Berlin/Böklund 2014, ISBN 978-3-95514-901-7.
- Dialog. Schriftsteller der DDR  Verlag Wiljo Heinen, Berlin/Böklund 2015, ISBN 978-3-95514-904-8 und ISBN 978-3-95514-905-5
- Gedenken. Guernica Gernikara Verlag Wiljo Heinen, Berlin/Böklund 2017, ISBN 978-3-95514-909-3.
- Leuchtend prangten ringsum Apfelblüten. Der lang ersehnte Frühling. Arbeiterlogik im Verlag Wiljo Heinen, Berlin/Böklund 2020, ISBN 978-3-95514-913-0.